# 西博寮海峽

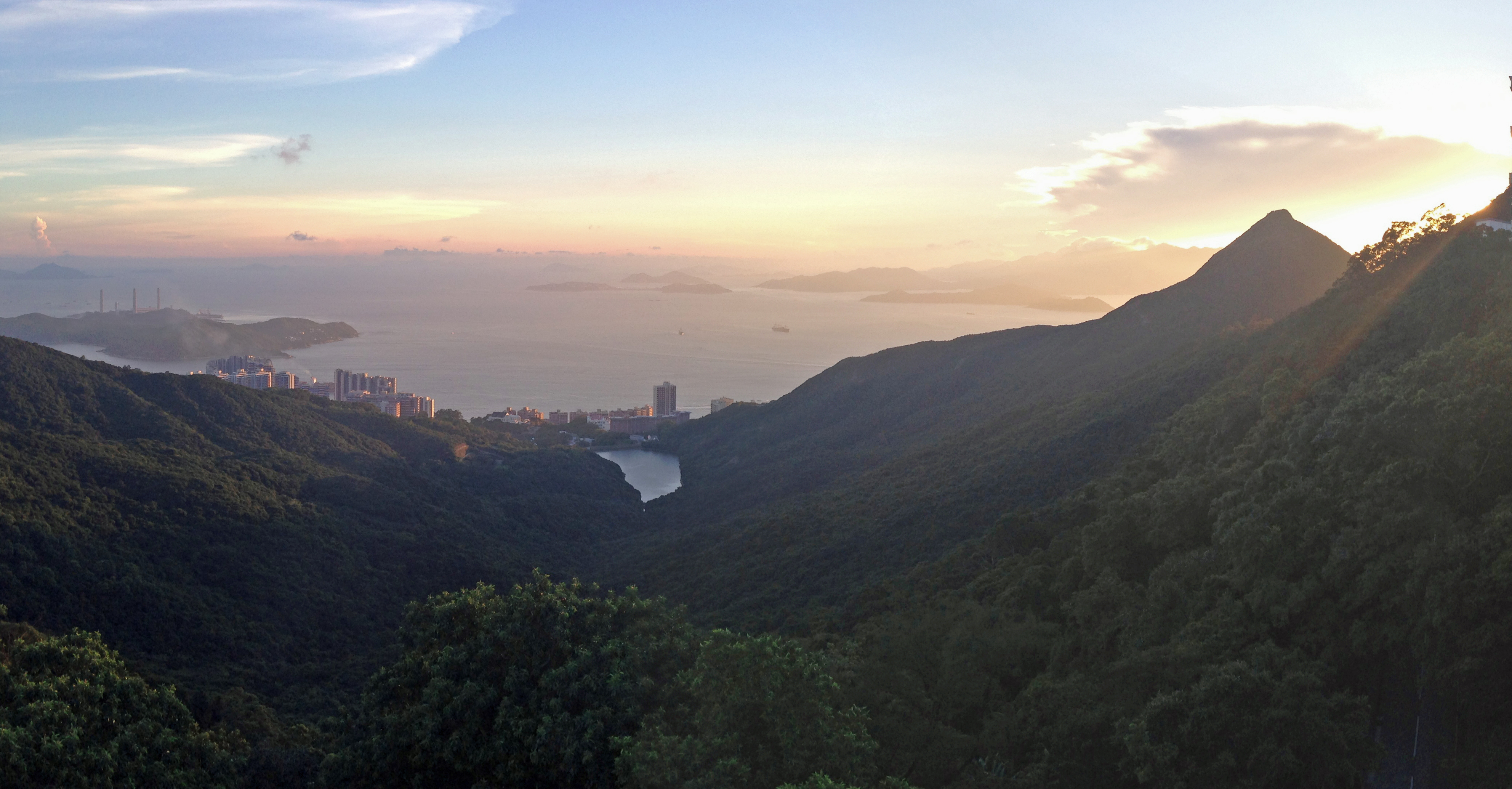
斜陽下的西博寮海峽

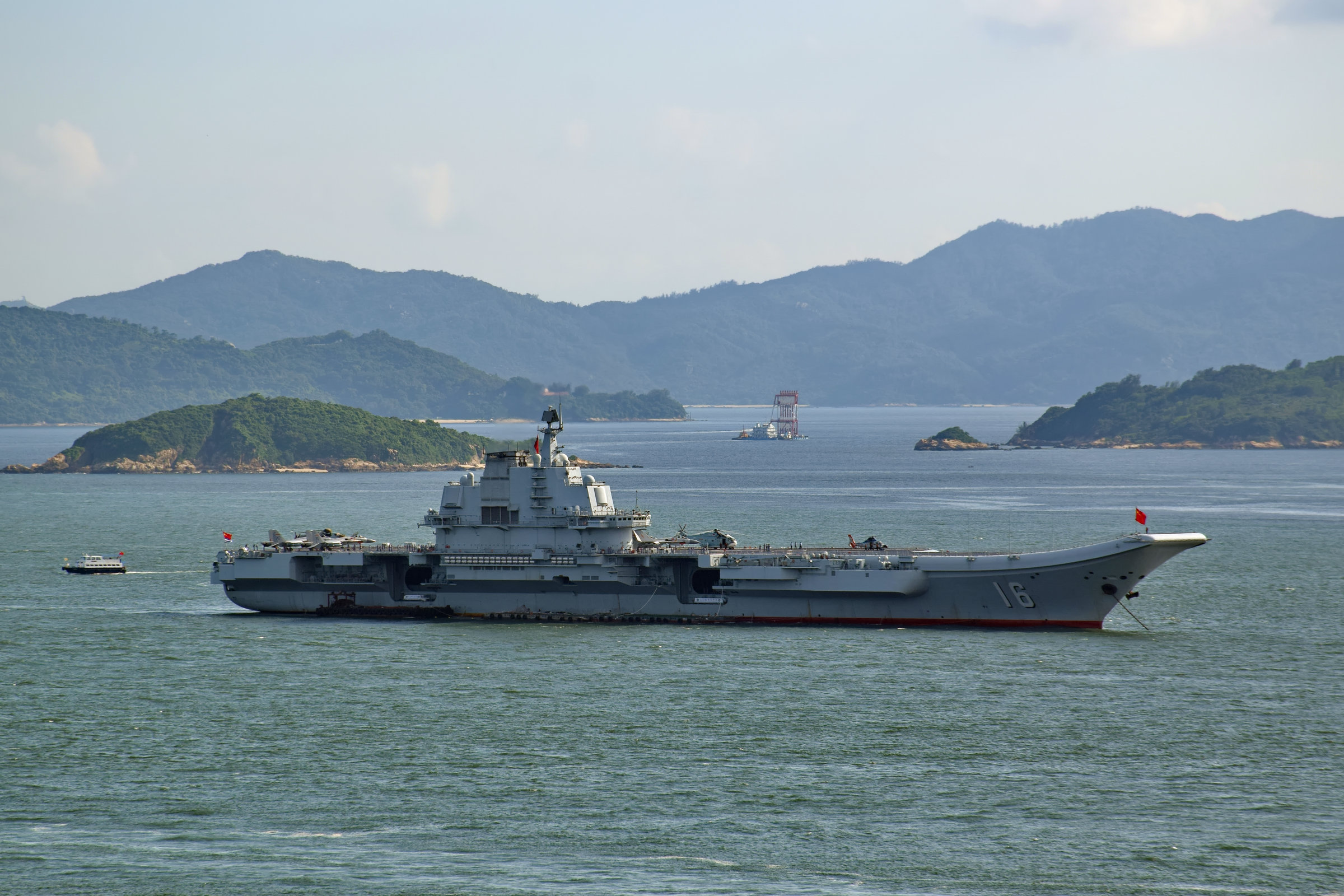
辽宁号航空母舰停泊在西博寮海峽交椅洲附近海面

西博寮海峽（英語：West Lamma Channel）是香港海峽之一，位於坪洲、喜靈洲、長洲等島嶼東岸及南丫島（博寮洲）西岸之間。海峽北端連接維多利亞港西部及汲水門，南端則連接南中國海，西南則與北長洲海峽連接。這個海峽以及東博寮海峽同樣是來往南中國海及珠江流域的必經之路，因領航員安排事宜，遠洋船隻通常選擇東博寮海峽進出香港水域，但西博寮海峽亦是香港最繁忙的海峽之一。